# Diospyros intricata
Diospyros intricata là một loài thực vật có hoa trong họ Thị. Loài này được (A.Gray) Standl. mô tả khoa học đầu tiên năm 1935.